# Бобрава (Курская область)
Бобра́ва — село в Беловском районе Курской области, центр Бобравского сельсовета.

## География
Село расположено на юге Курской области, в нижнем течении реки под названием Бобрава/Бобравка (приток Псла).

## История

### Происхождение названия
Название села связано с названием реки, на которой оно расположено. Название реки, в свою очередь, отражает широкое распространение бобров в данной реке в XVII веке.

### Исторический очерк
Село Бобрава было основано в XVII веке выходцами из Белоруссии.

До Октябрьской революции село принадлежало барину Рогову, который и распоряжался всем, что в нём было. Зафиксированы следующие свидетельства старожилов:
Землёй владели барин Рогов, управляющий Перевощиков, поп и несколько семей вольных людей. От улицы Раковка до урочища Высокое лес принадлежал церкви. Дом, где жил барин Рогов, находился на улице Раковка, напротив попова дома. В селе были две ветряные мельницы, где крестьяне мололи зерно на муку.
Упоминание 1862 года. Село Бобрава входит в состав Пенской волости, Обоянского уезда. Жителей было 1762 душ, 2 земских начальника, 1 судебный исполнитель, три урядника, 7 сотников (военно-конный призыв), 38 вёрст от уездного города.
После Великой Октябрьской социалистической революции барин Рогов выехал за границу. Советская власть дала крестьянам землю. Но их хозяйство оставалось мелким, единоличным. Землю обрабатывали плугом или сохой, урожай собирали серпом и косой, редко конной жаткой.
В 1929—1930-х годах в селе Бобрава организовались два колхоза. Один из них назывался «13 лет Октября», а второй — «Гвардеец». Первыми председателями были Богатищев Василий Алексеевич, Струков Никифор Яковлевич. В 1947 году колхозы «Гвардеец» и «13 лет Октября» объединились в один колхоз «Гвардеец». В 1952 году к колхозу «Гвардеец» присоединился колхоз «Верный путь», который объединял дворы хутора Ивановский.
За годы советской власти село изменило свой внешний облик. Были построены дом культуры, центральный ток, две фермы, два зерносклада, склад для лесоматериалов, мастерская с токарными станками, столовая, гостиница, почта.
Первый водопровод был построен в 1965 году. В том же году была установлена АТС. Дом культуры был построен в 1966 году.
В 1988 году в селе была построена двухэтажная средняя школа.
В 2010 году был сооружён новый водопровод.

## Население
По состоянию на 1 января 1994 года числилось 270 дворов, 796 человек.
По состоянию на 1 января 2011 года — всего 660 человек, из них: трудоспособных — 312 человек, пенсионеров — 141 человек.
| 2002 | 2010 |
| ---- | ---- |
| 675  | ↘537 |

## Прославленные уроженцы
- Герой Советского Союза Василий Михайлович Тимченко (1911—2000), отличившийся в 1944 году при освобождении Венгрии.

## Достопримечательности
- В селе находится братская могила защитников отечества, погибших в годы ВОВ[4].